# 伊克紐泰
《伊克紐泰》（古希臘語：Ἰχνευταί，Ichneutai），意思為「追蹤者」，是公元前5世紀古希臘作家索福克里斯的一部殘篇薩提爾劇。這部劇直到1912年才於《俄克喜林庫斯蒲草紙抄本集》（Oxyrhynchus Papyri）被發現；而被發現前，此劇只在三個古代作家出現過粗略引用。該劇的完整或部分保存了四百多行，現在是繼尤里比底斯《獨眼巨人》之後保存最完整的古代薩提爾劇。其手稿現存於倫敦大英圖書館內。

## 劇情
該劇情節源自於《荷馬詩頌》（Homeric Hymns）中的神話。在殘餘的羊皮紙碎片中，新生的赫密士偷了阿波羅的牛群，而年長的神派遣一群薩提爾去找回這些動物，並稱如他們成功，神將賜予他們自由和黃金的雙重獎勵。故薩提爾開始尋找牛群。薩提爾接近赫密士藏身的洞穴時，聽到赫密士彈奏著他自己剛發明出來的竪琴。薩提爾聞聲驚慌，謀計行動。此時，山中女神庫勒涅向其解釋這種樂器的性質。在洞穴外，薩提爾看到牛皮碎片，而他們確信找到了小偷，而阿波羅回來了。至此劇情中斷。